# تاتسوكي وساكو
تاتسوكي وساكو (باليابانية: 瀬古 樹) (مواليد 22 ديسمبر 1997) هو لاعب كرة قدم ياباني.

## وصلات خارجية
- تاتسوكي وساكو على موقع رابطة كرة القدم اليابانية للمحترفين (اليابانية)
- تاتسوكي وساكو على موقع إي إس بي إن إف سي (الإنجليزية)
- تاتسوكي وساكو على موقع قاعدة بيانات كرة القدم.إي يو (الإنجليزية)
- تاتسوكي وساكو على موقع Soccerbase.com (لاعب) (الإنجليزية)
- تاتسوكي وساكو على موقع Soccerway.com (الإنجليزية)
- تاتسوكي وساكو على موقع عالم كرة القدم.نت (الإنجليزية)